# Frédéric Lyna
Frédéric Lyna, né à Kapellen (alors dans la province de Brabant) le 10 janvier 1888 et mort à Jumet le 19 août 1970, est un bibliothécaire belge qui a été conservateur en chef de la Bibliothèque royale de Belgique et a participé à la fondation de la revue Scriptorium.

## Biographie
Frédéric Lyna passe son doctorat en philosophie et lettres à Louvain en 1910. et est nommé bibliothécaire-bibliographe à la Bibliothèque royale de Belgique en 1913. Il cumule cette fonction avec celle de professeur à l'Institut supérieur d'histoire de l'art et d'archéologie de l'Université de Gand et la publication d'articles et ouvrages tout au long de sa carrière.

## Caractéristiques de sa spécialité
Frédéric Lyna enseigne la codicologie. Il étudie les manuscrits enluminés médiévaux, et les manuscrits flamands et français de l'époque gothique et en particulier ceux exécutés pour les grands mécènes princiers des 14e et 15e siècles, ducs de Berry ou de Bourgogne.